# Bombus formosellus
Bombus formosellus är en biart som först beskrevs (som Bremus formosellus) av Theodore Henry Frison 1934.  Den ingår i släktet humlor och familjen långtungebin. Inga underarter finns listade.

## Beskrivning
Honan har svart huvud, mellankroppen är vitaktig med ett brett, svart band mellan vingfästena, och bakkroppen är svart med de bakersta fyra tergiterna (segmenten på ovansidan) röda. Hanen har gul till brungul mellankropp med ett mörkbrunt till svart band mellan vingfästena, de två främsta tergiterna gulaktiga, den tredje orange, och de fyra sista tergiterna rödaktiga.

## Utbredning
Humlan är endemisk för Taiwan, där den förekommer på norra halvan av ön.

## Taxonomi
Denna art har av vissa forskare betraktats som en synonym till Bombus miniatus eller Bombus friseanus. Den har även setts som en lokal form av Bombus pyrosoma.